# Sulawesispett
Sulawesispett (Yungipicus temminckii) är en fågel i familjen hackspettar inom ordningen hackspettartade fåglar.

## Utseende och läte
Sulawesispetten är en liten hackspett i brunt och vitt, med sprida ljusa band och fläckar på ovansidan och mörkstreckad vit undersida. Hanen har rött i nacken, vilket honan saknar. Bland lätena hörs en fallande metallisk drill och mjuka väl åtskilda "kip". Arten trummar även.

## Utbredning och systematik
Sulawesispetten förekommer i Indonesien på Sulawesi samt i Butungöarna och Togianöarna. Den behandlas som monotypisk, det vill säga att den inte delas in i några underarter.

### Släktestillhörighet
Tidigare placerades den i släktet Dendrocopos och vissa gör det fortfarande. DNA-studier visar dock att den står närmast tretåig hackspett (Picoides tridactylus) och förs numera oftast tillsammans med några andra asiatiska små hackspettar till Yungipicus.  Andra, som Birdlife International, inkluderar den dock i Picoides.

## Levnadssätt
Sulawesispetten hittas i alla typer av områden, bara det finns träd. Fågeln frekventerar trädkronor i både låglänta områden och bergstrakter. Den ses enstaka eller i par, ofta i artblandade flockar.

## Status och hot
Arten har ett stort utbredningsområde, men tros minska i antal, dock inte tillräckligt kraftigt för att den ska betraktas som hotad. Internationella naturvårdsunionen IUCN listar arten som livskraftig (LC).

## Namn
Fågelns vetenskapliga artnamn hedrar den holländske ornitologen Coenraad Jacob Temminck (1778-1858).